# Susanne Ayoub

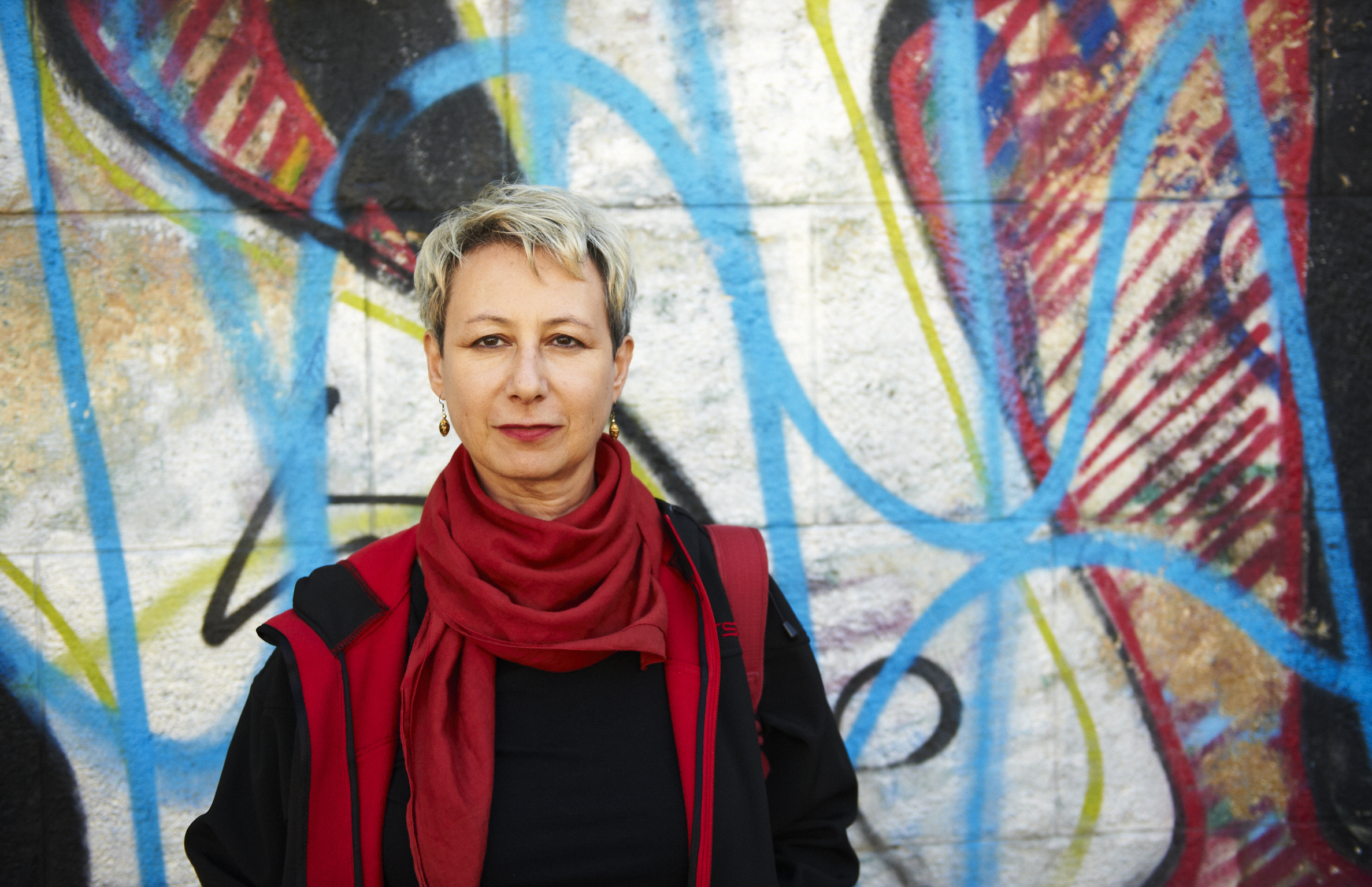
Susanne Ayoub

Susanne Ayoub (* 1956 in Bagdad) ist eine österreichisch-irakische Schriftstellerin, Journalistin und Filmemacherin.

## Leben
Sie flüchtete im Alter von sechs Jahren mit ihrer ungarisch-österreichischen Mutter nach Wien. Seit Abschluss der Studien der Theaterwissenschaft, Kunstgeschichte und Philosophie an der Universität Wien arbeitet sie als Autorin und Regisseurin beim ORF bzw. als freischaffende Journalistin. Sie gründete die Theatergruppe Trio, für die sie Stücke schrieb und sie inszenierte.

## Bagdad-Projekt
2002 unternahm sie eine Reise in den Irak, ursprünglich wollte sie eine Filmdokumentation drehen. Das Projekt scheiterte an bürokratischen Hürden und schließlich veröffentlichte sie 2004 ein Hörbuch über diese Reise unter dem Titel Geboren in Bagdad. Ein 15-minütiges Fragment des geplanten Films wurde nur einmal, bei der Präsentation dieses Hörbuches gezeigt. Während einer zweiten Reise schrieb sie eine Kunstreportageserie für die Neue Zürcher Zeitung.
2002 wurde sie nach Alpbach zum Europäischen Forum als Autorin des Jahres zu einer Lesung und zur anschließenden Diskussion eingeladen. Das Thema ihres Vortrages waren auch ihre Erlebnisse im Irak.
2006 konnte sie ihre Filmdokumentation schließlich fertigstellen: Baghdad Fragment ein 42-minütiger Filmessay, wurde beim Österreichischen Filmfestival Diagonale uraufgeführt. 2008 erschien die DVD+CD Baghdad Fragments.

## Literarisches Schaffen
Außerdem schreibt sie Kriminalromane, ihr Buch Engelsgift, das 2004 im Verlag Hoffmann und Campe Hamburg erschien und in dem sie einen historischen Kriminalfall aufgreift, wurde ein internationaler Erfolg.
Der Stoff ihrer Werke schöpft sie oft aus realen Frauenlebensläufen der Vergangenheit, die sie dann als Fiktion verarbeitet. Im Hörspiel Schwester Kafka verarbeitete sie z. B. das Leben und die Hinrichtung der Ordensschwester Maria Restituta.

## Bücher
- Engelsgift. Hoffmann und Campe, Hamburg 2004, ISBN 3-455-00220-X.
- Geboren in Bagdad. Hörbuch. Hoffmann und Campe, Hamburg 2004, ISBN 978-3-455-30377-3
- Schattenbraut. Hoffmann und Campe, Hamburg 2006, ISBN 978-3-455-00221-8.
- Von der erfüllten, von der enttäuschten, von der vergangenen Liebe. Gedichte. Mit Zeichnungen von Alfred Hrdlicka. Lehner, Wien 2006, ISBN 3-901749-56-X.
- Mandragora. Roman eines Verbrechens. Braumüller Verlag, Wien 2010, ISBN 978-3-99200-013-5.
- Das Mädchen von Ravensbrück. Braumüller Verlag, Wien 2012, ISBN 978-3-99200-007-4.
- Sprichst du mit mir. Gedichte. Löcker Verlag, Wien 2016, ISBN 978-3-85409-800-3.
- Der Edelsteingarten. Verlag LangenMüller, München 2016, ISBN 978-3-7844-3391-2[1].
- Susanne Ayoub –Gedichte, Podium-Porträt. Verlag Podium 2021, ISBN 978-3-902886-67-5
- Rondo Veneziano. Roman. Gmeiner-Verlag, Messkirch 2023, ISBN 978-3-8392-0405-4

## Drehbücher
- Hannah 1996
- Heimat ohne Sterne 1990
- Damals im Park 1988

## Filme
- Baghdad Fragment Uraufführung Filmfestival Diagonale 2007
- Mai in Mauthausen 2008
- Es war einmal in Mauthausen Uraufführung Jüdisches Filmfestival Wien 2011
- Almas kleiner Fotograf 2016[2]
- ANTSCHEL - Paul Celan zum 100. Geburtstag 2020 https://www.derstandard.at/story/2000121539127/film-antschel-ueber-den-lyriker-paul-celan-in-orf-2[3]

## Hörspiele/ Hörbilder
- Johanna: Schülerin ORF – Radio Wien 1986
- Die Jungfer Paradis ORF – Radio Wien 1992
- Der Fall Flora S. ORF – Radio Ö1 2001
- Schlaf. Ein Monolog ORF – Radio Ö1 2003
- Schwester Kafka ORF – Radio Ö1 2004
- Geboren in Bagdad ORF  Radio Ö1 und Deutschlandradio Berlin 2004
- Schwester Kafka. Szenen aus dem Leben der Helene Kafka Hörspiel. Produktion ORF – Radio Ö1. Erstsendung 2004
- Prolet ist kein Schimpfwort Hörbild über Alfred Hrdlicka. Produktion ORF – Radio Ö1. Erstsendung 2003
- Marie. Ein Fall  Produktion ORF – Radio Ö1. Erstsendung 2011
- Almas kleiner Fotograf  ORF Wien und Deutschlandfunk Köln Erstsendung 2012[4]
- Prinzessin Vukobrankovics ORF Wien und Deutschlandfunk Köln Erstsendung 2014[5]
- Hinkel, Kriminalhörspiel Deutschlandradio Kultur Berlin, Erstsendung am 5. Mai 2014, Regie: Andrea Getto, Länge: 54‘07.[6]
- Ein Mann mit Eigenschaften: Werner Vogt  ORF – Radio Ö1. Erstsendung 2014[7]
- Gemischtes Doppel Kriminalhörspiel SWR Stuttgart Erstsendung 2015
- Kochherd Waschtrog Heimarbeit. Die bessere Welt der Käthe Leichter ORF–Radio Ö1 Erstsendung 2015[8]
- Brot und Rosen. Der lange Weg zum Frauenwahlrecht ORF–Radio Ö1 Erstsendung 2019[9]
- Der Caravaggio-Krimi. Der berühmteste Kunstraub der Welt. ORF - Radio Ö1 Erstsendung 2019[10]
- Die Verbrennung. Zum Tod von Ingeborg Bachmann in Rom. ORF - Radio Ö1 Erstsendung 2022[11] Langfassung Hörspiel im Bayerischen Rundfunk[12]
- Lotte und ihr Maître. Das Künstlerpaar Lotte Profohs und Leherb. ORF - Radio Ö1 Erstsendung 2022[13]

## Theaterstücke
- Damals im Park 1990
- Die Kauffmannin 1991
- Monde der Enttäuschung 1992
- Monolog für 2 2000
- Mittagsengel 2009[14]
- Salam Aleikum, Medea 2013[15]

## Veröffentlichungen
- Kochherd Waschtrog Heimarbeit. Hörbuch von Susanne Ayoub 2015 http://www.susanneayoub.at/kaethe-leichter-cd-cover/

## Auszeichnungen
- 1989 ORF-Nominierung für den internationalen EBU-Fernsehfilmwettbewerb
- 1989 Theodor-Körner-Literaturförderungspreis
- 2001 Lyrikpreis für Schmerz.Männlich.Weiblich des dt.-Schweiz. PEN-Clubs
- 2002 Ihr Hörbild Der Fall Flora S. wurde für den „Prix Europa“ nominiert.
- 2002 Hans-Nerth-Preis für das Hörspiel Geboren in Bagdad
- 2005 Ihr Roman Engelsgift  wurde für den „Friedrich-Glauser-Preis“ (Debüt-Roman) nominiert[16].
- EXIL-Preis für Dramatik, verliehen von den Wiener Wortstätten[17]
- Radiopreis der Erwachsenenbildung 2013 für das Hörbild Almas kleiner Fotograf[18]
- 2013 Nominierung ORF Wettbewerb Lyrik Hautnah[19][20]
- Dr. Karl Renner Publizistikpreis 2014 für das Hörbild „Prinzessin Vukobrankovics. Die drei Leben der Elisabeth Thury“[5][21][22]
- 2014 3. Platz bei den Zonser Hörspieltagen für das Hörspiel Hinkel
- 2022 Münchner Fernsehpreis LiteraVision für den Film ANTSCHEL über Paul Celan[23][24]